# Conchiolina
A conchiolina é uma proteína secretada pelo manto dos moluscos, e uma das substâncias que compõem o nácar. É formada de queratina, colágeno e elastina.
Pérolas contem aproximadamente 6% de conchiolina na sua estrutura. Quando a proteína aparece na camada mais externa, a pérola não apresenta o mesmo brilho e iridescência da aragonita, reduzindo por isso o seu valor comercial.
Ligando-se a cristais de aragonita proporcionam a grande rigidez das conchas.